# Палагин, Иван Никитич
Иван Никитич (Никитович) Палагин (5 сентября 1936 — 26 января 2016) — российский хозяйственный деятель, в 1986—1993 генеральный директор ПО «Вега».
После окончания института работал на радиозаводе «Вега» (г. Бердск). Прошёл путь от рядового инженера до руководителя предприятия с персоналом 12 тысяч человек. С 1984 г. — начальник СКТБ радиомикроэлектроники. В 1986—1993 гг. — генеральный директор ПО «Вега».
Почётный радист СССР, Заслуженный машиностроитель Российской Федерации (1992).
Похоронен в Бердске.